# Xuanmiao Guan (Suzhou)

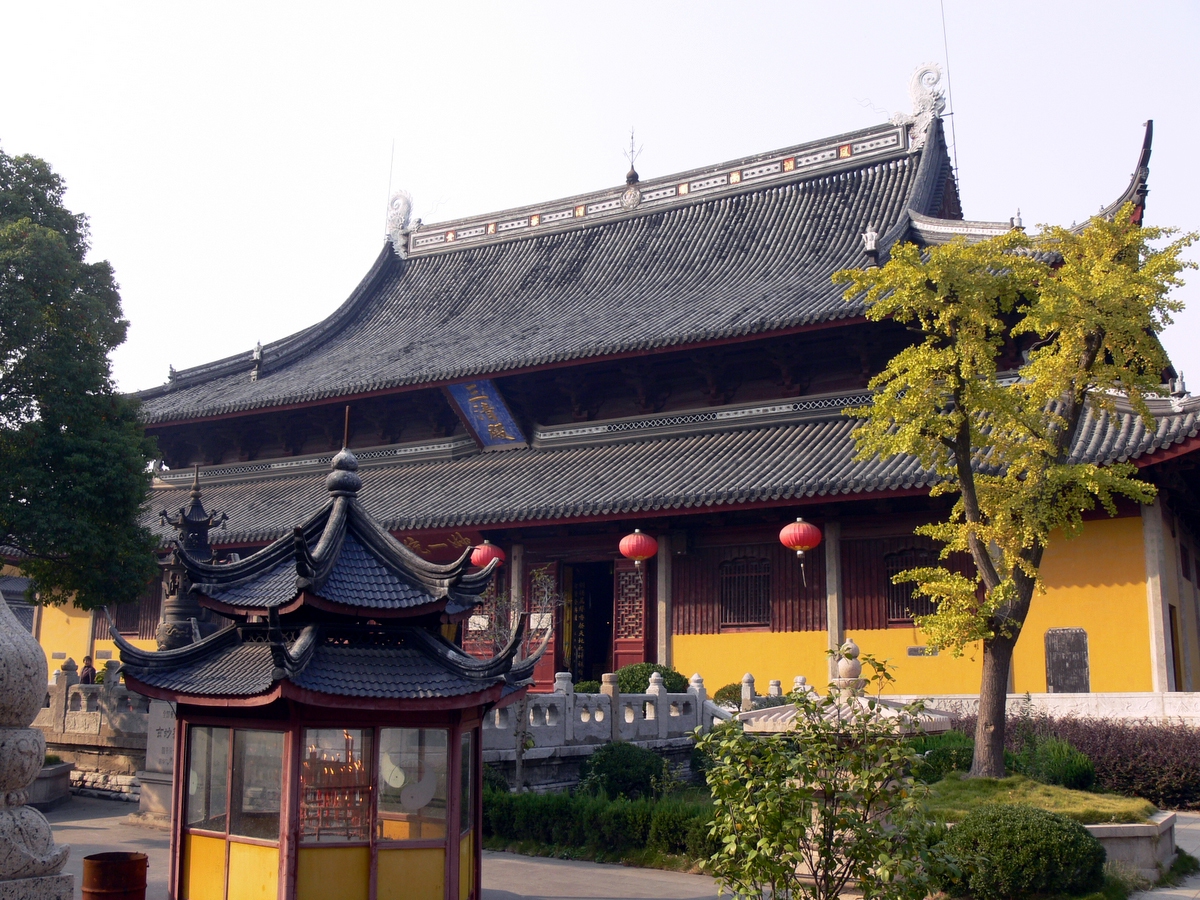
Sanqing-Halle (Sanqing Dian)

Der Xuanmiao Guan (chinesisch 玄妙观, Pinyin Xuánmiào Guān, englisch Mysterious Sublimity Temple/Mysterious Essence Temple), der häufig auch als Geheimnis-Tempel bezeichnet wird, befindet sich in Suzhou in der chinesischen Provinz Jiangsu. Er wurde 276 erbaut und zählt zu den wichtigsten daoistischen Tempeln Chinas. Die Sanqing-Halle des Tempels (Xuanmiao Guan Sanqing Dian 玄妙观三清殿 „Halle der Drei Reinen“) aus der Zeit der Song-Dynastie steht seit 1982 auf der Liste der Denkmäler der Volksrepublik China (2-22).